# Sherone Simpson
Sherone Anmarica Simpson, jamajška atletinja, * 12. avgust 1984, Manchester, Jamajka.
Nastopila je na olimpijskih igrah v letih 2004, 2008 in 2012, leta 2004 je osvojila naslov olimpijske prvakinje v štafeti 4×100 m, leta 2012 je v isti disciplini osvojila še srebrno medaljo, kot tudi v teku na 100 m leta 2008. Na svetovnih prvenstvih je v štafeti 4x100 m osvojila naslov prvakinje leta 2015 ter srebrni medalji v letih 2005 in 2011. Leta 2014 je prejela šestmesečno prepoved nastopanja zaradi dopinga.